# Liste der Biografien/Dof
Liste der Biografien |
Portal Biografien |
Personensuche
# |
A |
B |
C |
D |
E |
F |
G |
H |
I |
J |
K |
L |
M |
N |
O |
P |
Q |
R |
S |
T |
U |
V |
W |
X |
Y |
Z |
?
 
Da |
Db |
Dc |
Dd |
De |
Dg |
Dh |
Di |
Dj |
Dk |
Dl |
Dm |
Dn |
Do |
Dq |
Dr |
Ds |
Du |
Dv |
Dw |
Dy |
Dz
 
Doa |
Dob |
Doc |
Dod |
Doe |
Dof |
Dog |
Doh |
Doi |
Doj |
Dok |
Dol |
Dom |
Don |
Doo |
Dop |
Doq |
Dor |
Dos |
Dot |
Dou |
Dov |
Dow |
Dox |
Doy |
Doz
Die Liste der Biografien führt alle Personen auf, die in der deutschsprachigen Wikipedia einen Artikel haben. Dieses ist eine Teilliste mit 11 Einträgen von Personen, deren Namen mit den Buchstaben „Dof“ beginnt.

## Dof

### Dofe
- Dofel, Katja (1971–2023), deutsche Journalistin und Fernseh-Moderatorin

### Doff
- Doff, Neel (1858–1942), niederländische Schriftstellerin
- Doff, Nicki (* 1963), deutscher Schlagersänger
- Doff, Sabine (* 1972), deutsche Anglistin und Didaktikerin
- Doffey, Marc (* 1992), deutscher Jazzmusiker (Saxophone, Komposition)
- Doffey, Marie-Christine (* 1958), schweizerische Bibliothekarin
- Döffinger, Claudia (* 1989), deutsche Jazzmusikerin (Piano, Komposition)
- D’Offizi, Sergio (* 1934), italienischer Kameramann

### Dofl
- Doflein, Erich (1900–1977), deutscher Musikwissenschaftler, Herausgeber und Musikpädagoge
- Doflein, Franz Theodor (1873–1924), deutscher Zoologe
- Doflein, Karl (1852–1944), deutscher Architekt